# ۵۹۹ خیابان لکزینگتون
۵۹۹ خیابان لکزینگتون (به انگلیسی: 599 Lexington Avenue) یک آسمان‌خراش ۵۰ طبقه در خیابان لکزینگتون مَنهَتَن، واقع در شهر نیویورک، آمریکا است.
ساخت و ساز این ساختمان ۱۹۸۴ شروع شد و در سال ۱۹۸۶ به پایان رسید. معمار این بنا ادوارد بارنز است.